# Агнью, Стив
Стивен Марк Агнью (англ. Stephen Mark Agnew; род. 9 ноября 1965, Шипли, Уэст-Йоркшир) — английский футболист и футбольный тренер. Будучи игроком, на позиции защитника выступал за футбольные клубы «Барнсли», «Блэкберн Роверс», «Портсмут», «Лестер Сити», «Йорк Сити» и «Гейтсхед».
После завершения карьеры игрока был главным тренером клубов «Мидлсбро» и «Шеффилд Уэнсдей», а затем занимал различные тренерские должности в клубах «Гейтсхед», «Хартлпул Юнайтед», «Халл Сити», «Астон Вилла» и «Вест Бромвич Альбион».

## Клубная карьера
Агнью родился в Шипли, графство Йоркшир и начал футбольную карьеру в юношеской команде клуба «Барнсли». 18 ноября 1989 года в матче против «Ньюкасл Юнайтед» Стив дебютировал во втором дивизионе Футбольной лиги Англии. 3 марта 1990 года в поединке против того же «Ньюкасл Юнайтед» он отметился дебютным голом за «дворняг». В составе «Барнсли» провёл 185 матчей и забил 29 голов.
Летом 1991 года перешёл в «Блэкберн Роверс» за 700 тысяч фунтов, что на тот момент стало самым дорогим подписанием в истории клуба при новом владельце Джеке Уокере. В составе «бродяг» провёл лишь 4 матча во всех турнирах, на правах аренды выступал за «Портсмут».
Перед началом сезона 1992/93 стал игроком «Лестер Сити» из Первого дивизиона. 15 апреля 1993 в матче против «Милуолла» забил гол и был удалён. В 1994 году помог команде победить в плей-офф Первого дивизиона и впервые выйти в Премьер-лигу. 21 августа в поединке против «Ньюкасл Юнайтед» Агнью дебютировал в высшем дивизионе Англии.
В 1995 году перешёл в «Сандерленд», в составе которого в первом сезоне добился повышения в классе. 21 сентября 1996 года в матче против «Ковентри Сити» отметился дебютным голом в английской Премьер-лиге. В 1998 году стал игроком «Йорк Сити». 22 августа против «Бернли» Стив дебютировал за клуб в Втором дивизионе. 19 августа против «Фулхэма» оформил первый в карьере дубль.

## Тренерская карьера
После завершения игровой карьеры, в феврале 2002 года Агнью занял пост ассистента «Гейтсхед». В октябре был уволен вместе с тренерским штабом.
Работал тренером в академии «Мидлсбро», в июле 2003 года был назначен главным тренером резервной команды «Лидс Юнайтед». 23 июня 2005 года покинул команду ради поста ассистента в «Хартлпул Юнайтед». В январе 2007 года вернулся в систему «Мидлсбро», став главным тренером резервной команды. 7 июня 2008 года стал и. о. после отставки Гордона Старакана.
Летом 2012 года вошёл в тренерский штаб «Халл Сити». В конце декабре 2014 года Агнью присоединился к штабу Айтора Каранка. 16 марта 2017 года занял пост и. о. после увольнения испанского тренера. Три дня спустя дебютировал в качестве главного в победном матче Премьер-лиги против «Манчестер Юнайтед». По итогам сезона клуб занял 19 место в таблице и не смог спастись от вылета в Чемпионшип.

## Достижения
«Сандерленд»
- Первый дивизион Футбольной лиги: 1995/96